# División geomorfológica de la República Checa
En términos de división geomorfológica, la República Checa es un territorio muy diverso, situado en el territorio de cuatro provincias geomorfológicas dentro de cuatro subsistemas geomorfológicos. El macizo de Bohemia, dentro del subsistema del bosque Hercínico, forma tres cuartas partes del país. La parte sudoriental y oriental del territorio checo pertenece a los Cárpatos occidentales dentro de los Cárpatos. Las dos provincias restantes, la Cuenca Panónica Occidental dentro de la Cuenca panónica y la llanura nordeuropea dentro de la gran llanura europea, abarcan sólo una pequeña parte del territorio checo en el sureste y el noreste.
Las provincias se subdividen a su vez en subprovincias, macrorregiones, mesorregiones, microrregiones y áreas. A continuación se detalla la división generalmente aceptada del relieve de la República Checa en subprovincias, macrorregiones y mesorregiones. 

## División geomorfológica básica

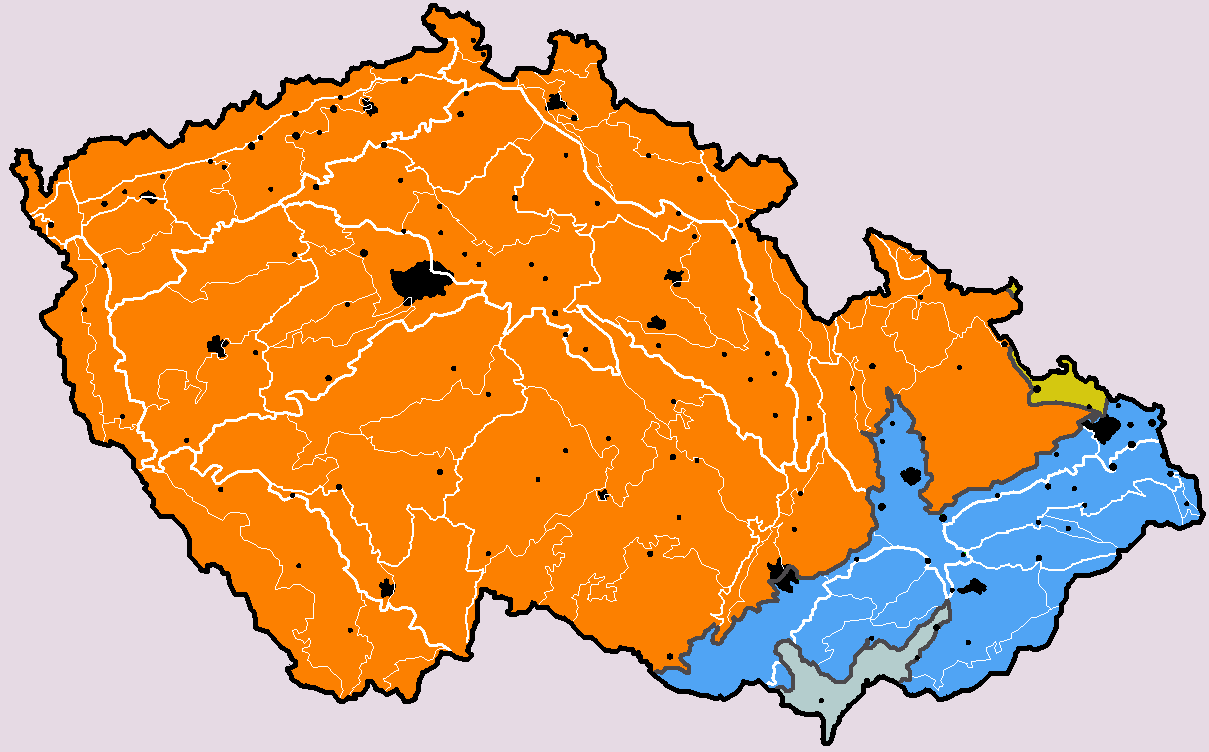
Provincias geomorfológicas de la República Checa
Macizo de Bohemia
Llanura nordeuropea
Cárpatos occidentales
Cuenca panónica occidental

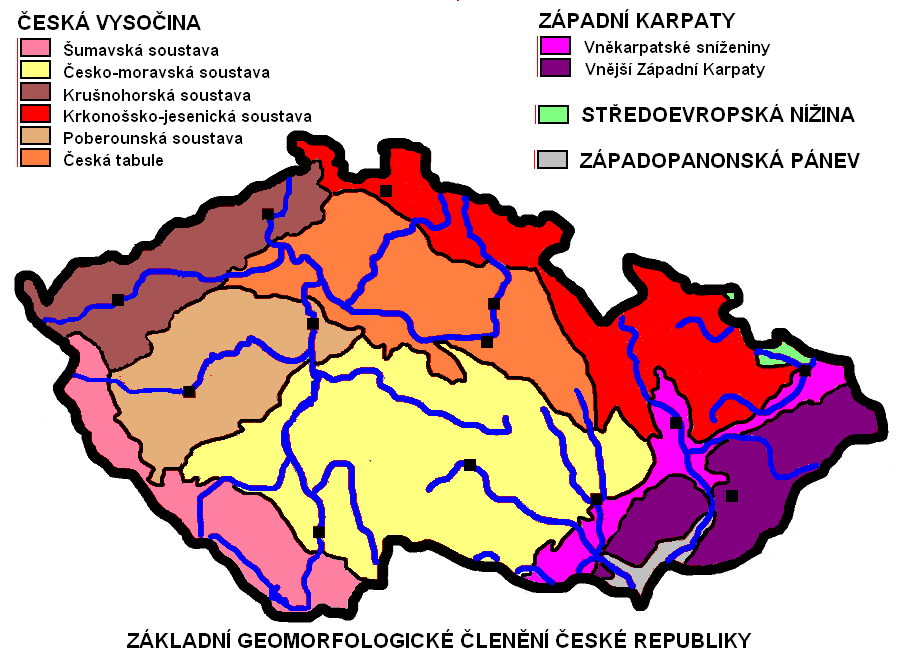
Subprovincias geomorfológicas de la República Checa

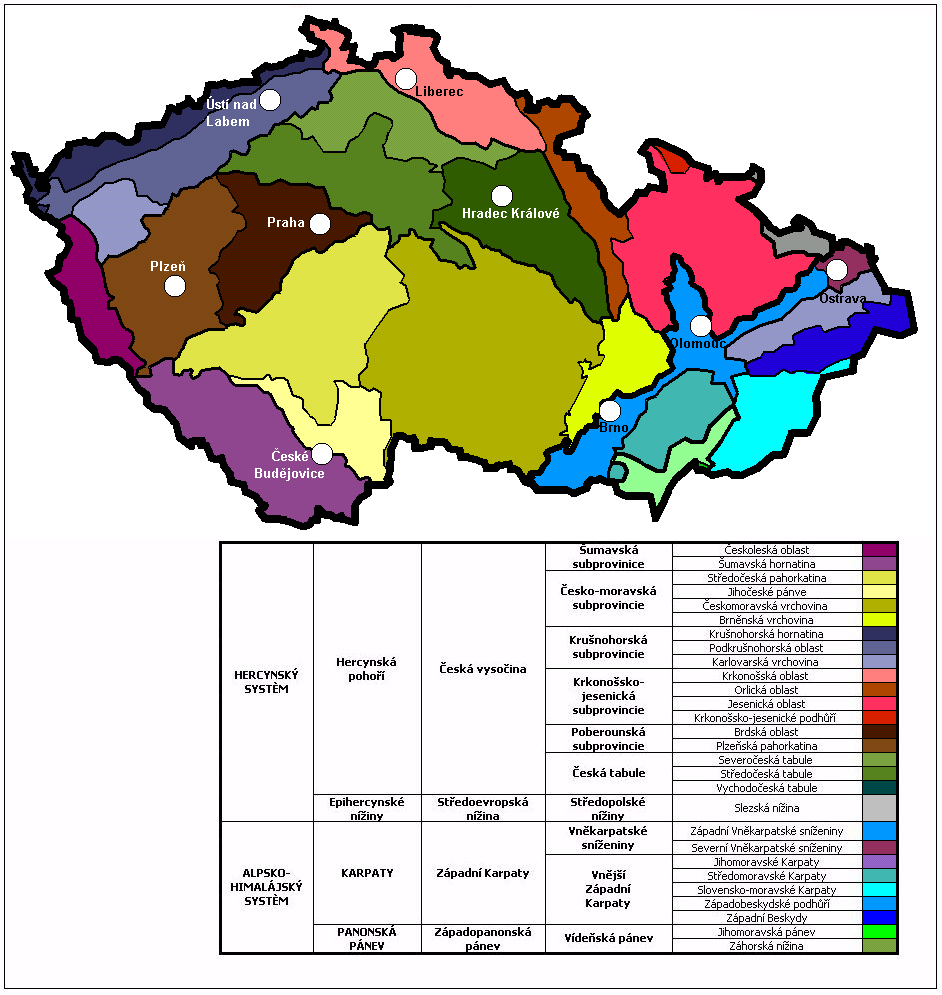
Macrorregiones geomorfológicas de la República Checa

### Macizo de Bohemia
- Subprovincia del Bosque de Bohemia
  - Macrorregión del Bosque del Alto Palatino
    - Bosque del Alto Palatino
    - Estribaciones del bosque del Alto Palatino
    - Depresión de Cham-Furth

  - Tierras Altas del Bosque de Bohemia
    - Bosque de Bohemia
    - Estribaciones del Bosque de Bohemia
    - Montañas Gratzen
    - Estribaciones de Gratzen
- Subprovincia de Bohemia-Moravia
  - Colinas de Bohemia Central
    - Tierras altas de Benešov
    - Tierras altas de Vlašim
    - Tierras Altas de Tábor
    - Tierras altas de Blatná

  - Cuencas de Bohemia del Sur
    - Cuenca de České Budějovice
    - Cuenca de Třeboň

  - Tierras Altas de Bohemia y Moravia
    - Tierras Altas de Křemešník
    - Colinas del Alto Sázava
    - Montañas de Hierro
    - Tierras Altas del Alto Svratka
    - Tierras Altas de Křižanov
    - Tierras Altas de Javořice
    - Tierras altas de Jevišovice

  - Tierras Altas de Brno
    - Surco de Boskovice
    - Tierras Altas de Bobrava
    - Tierras Altas de Drahany
- Subprovincia de Montes Metálicos
  - Tierras Altas de los Montes Metálicos
    - Montañas Fichtel
    - Montañas Minerales
    - Montañas de arenisca del Elba

  - Macrorregión de Podkrušnohorská
    - Cuenca de Cheb
    - Cuenca de Sokolov
    - Cuenca del Most
    - Montañas Doupov
    - Tierras altas de Bohemia Central

  - Tierras Altas de Karlovy Vary
    - Bosque de Slavkov
    - Tierras Altas de Tepla
- Sudetes
  - Sudetes occidentales
    - Tierras Altas de Lusacia
    - Montañas de Lusacia
    - Cresta Ještěd-Kozákov
    - Cuenca de Zittau
    - Colinas Fridlant
    - Montañas Jizera
    - Montañas Gigantes
    - Estribaciones de las Montañas Gigantes

  - Sudetes centrales
    - Tierras Altas de Broumov
    - Montañas Orlické
    - Estribaciones de Orlické
    - Valle de Klodzko

  - Sudetes orientales
    - Tierras Altas de Zábřeh
    - Depresión de Mohelnice
    - Tierras Altas de Hanušovice
    - Montañas Snieznik
    - Montañas Doradas
    - Tierras Altas de Zlatohorská
    - Hrubý Jeseník
    - Nízký Jeseník

  - Estribaciones de los Sudetes
    - Tierras bajas de Vidnava
    - Tierra montañosa de Žulová
- Subprovincia de Poberoun
  - Macrorregión de Brdy
    - Džban
    - Meseta de Praga
    - Tierras Altas de Křivoklát
    - Tierras altas de Hořovice
    - Tierras Altas de Brdy

  - Tierras Altas de Pilsen
    - Tierras altas de Rakovník
    - Tierras altas de Plasy
    - Tierras Altas de Švihov
- Mesa de Bohemia
  - Mesa de Bohemia del Norte
    - Tierras altas de Ralsko
    - Tierras altas de Jičín

  - Mesa de Bohemia Central
    - Mesa inferior de Ohře
    - Mesa de Jizera
    - Mesa central del Elba

  - Mesa de Bohemia Oriental
    - Mesa del Este del Elba
    - Mesa de Orlice
    - Tierras altas de Svitavy

### Cárpatos occidentales
- Subcarpatia exterior
  - Subcarpatia exterior occidental
    - Estribaciones de Weinviertel
    - Valle de Dyje-Svratka
    - Valle del Alto Morava
    - Puerta de Vyškov
    - Puerta de Moravia

  - Subcarpatia exterior del norte
    - Cuenca de Ostrava
- Cárpatos occidentales exteriores
  - Cárpatos de Moravia del Sur
    - Tierras Altas de Míkulov

  - Cárpatos de Moravia Central
    - Bosque de Ždánice
    - Colinas de Litenčice
    - Chřiby
    - Colinas de Kyjov

  - Cárpatos eslovaco-moravos
    - Tierras Altas de Vizovice
    - Cárpatos blancos
    - Montañas de arce

  - Estribaciones de las Beskidias occidentales
    - Estribaciones de Moravia-Silesia

  - Beskides occidentales
    - Montañas Hostýn-Vsetín
    - Surco de Rožnov
    - Beskides de Moravia-Silesia
    - Surco de Jablunkov
    - Beskides de Silesia
    - Jablunkov intermontano

### Llanura del norte de Europa
- Llanura polaca
  - Tierras bajas de Silesia
    - Tierra montañosa de Opava

### Cuenca de Panonia occidental
- Cuenca de Viena
  - Cuenca de Moravia Meridional [2]
    - Valle del Bajo Morava

  - Tierras bajas de Záhorie [3]
    - Colinas de Chvojnice

## Literatura
- Demek, Jaromír (1987). Obecná geomorfologie (en checo). Czechoslovak Academy of Sciences.
- Demek, Jaromír; Mackovčin, Peter (2006). Zeměpisný lexikon ČR: Hory a nížiny. Nature and Landscape Protection Agency of the Czech Republic. ISBN 80-86064-99-9.
- Pánek, Tomáš; Hradecký, Jan (2016). Landscapes and Landforms of the Czech Republic. Springer. ISBN 978-3-319-27536-9.